# In the Night
In the Night är hårdrocksgruppen Mustaschs första DVD. Den spelades in den 28 december 2007 på Trädgårn i Göteborg och släpptes i november 2008 av Regain Records. På DVD:n medverkar hela bandets originalsättning.

## Låtlista
1. In The Night
2. Down In Black
3. Accident Blackspot
4. Bring Me Everyone
5. Haunted By Myself
6. Into The Arena
7. My Disorder
8. Black City
9. I Lied
10. I Hunt Alone
11. Monday Warrior
12. 6:36
13. Double Nature

## Extramaterial
1. Backstage
2. Double Nature video

## Banduppsättning
- Ralf Gyllenhammar, sång och gitarr
- Hannes Hansson, gitarr
- Mats Hansson, trummor
- Mats Johansson, bas